# Damnation (polnische Band)
Damnation ist eine polnische Death-Metal-Band aus Sopot, die im Jahr 1991 gegründet wurde, sich 2004 auflöste und 2013 wieder zusammenfand.

## Geschichte
Die Band wurde im Herbst 1991 gegründet. Im Februar 1993 nahm sie mit Everlasting Sickness ihr erstes Demo auf, wovon über 800 Kopien abgesetzt wurden. Im April 1994 entstand das zweite Demo Forbidden Spaces. Dadurch erreichte die Band einen Vertrag bei dem polnischen Label Pagan Records, worüber im Oktober 1995 das Debütalbum Reborn… erschien, das vorher im Sommer des Jahres aufgenommen worden war. Die Band bestand hierauf aus dem Schlagzeuger Wawrzyn „Varien“ Chyliński, dem Gitarristen Bartłomiej „Bart“ Szudek und dem Gitarristen, Bassisten und Sänger Leszek „Les“ Dziegielewski. Anfang 1996 unterzeichnete Damnation einen Vertrag über drei Alben bei Last Epitaph Productions. Im September des Jahres folgte bei diesem Label das zweite Album Rebel Souls, wobei Juan Carlos „Dagon“ Pla als Bassist zu hören war. Das Album wurde im April und Mai des Jahres aufgenommen. Im selben Jahr war die Band zudem auf dem Kat-Tribute-Album Czarne Zastępy: W Hołdzie Kat von Pagan Records mit dem Lied Porwany Obłędem vertreten. Im Jahr 1997 war die Band auf einer Split-Veröffentlichung zusammen mit Behemoth zu hören, wobei die Lieder von Damnation von dem Demo Forbidden Spaces stammten. Im selben Jahr erschien auch noch die EP Coronation, die aus drei neuen Liedern sowie einer neu aufgenommenen Version des Liedes Land of Degradation bestand. Die EP wurde im Februar 1997 mit dem Produzenten Robert Hajduk im P.J. Studio aufgenommen. Im selben Jahr kam zudem Arthur als neuer Bassist zur Band. Im April 1998 ging die Band zusammen mit Lux Occulta und Sacriversum auf Tour durch Polen. Dann spielte die Band auf dem deutschen Fuck the Commerce und dem belgischen With a Dragon’s Blaze. Als Nächstes nahm die Band im Selani Studio das Demo Promo 1998 auf. Der Album-Nachfolger erschien im Jahr 2000 unter dem Namen Resist in Polen bei Metal Mind Productions, in Deutschland bei Cudgel Vertrieb und in den USA bei Realm Records. Das Album wurde im Juni und Juli 1999 im P.J. Studio aufgenommen. Die Band bestand hierauf aus dem Schlagzeuger Chyliński, dem Gitarristen Szudek, dem Gitarristen und Bassisten Dziegielewski und dem Sänger Adam „Raven“ Muraszko. Zudem nahm die Band an zwei Morbid-Angel-Tribute-Alben, Bleed for the Devil bei Dwell Records und Blasphemy of the Holy Ghost bei Hellfire Records, teil. Des Weiteren steuerte die Gruppe A Mansion in Darkness für ein King-Diamond-Tribute-Album bei Necropolis Records und Tribulation für ein Possessed-Tribute-Album bei No Mercy Records bei. Im April und Mai 2000 ging die Band zusammen mit Severe Torture auf Europatour und spielte Anfang Juni auf dem dritten Fuck the Commerce. Danach folgte die nächste Tour durch Europa zusammen mit Dying Fetus. Anfang 2001 stieß Bartłomiej „Bruno“ Waruszewski als neuer Bassist (Azarath) zur Band. Sein erster Auftritt war auf dem Conquer Records Festival. Danach kam Schlagzeuger Mark als neues Mitglied hinzu. Seine ersten Auftritte spielte er im Juni 2001 bei einer Tour zusammen mit Krisiun und Spawn.  Im Jahr 2004 löste sich die Band auf und fand im Jahr 2013 wieder zusammen.

## Stil
Laut Aaron McKay von chroniclesofchaos.com spiele die Band auf Resist Death Metal mit satanistisch geprägten Texten. Das Spiel des Schlagzeugs sei schnell und der Gesang guttural. Klanglich lasse sich die Musik als eine Mischung aus God Dethroned, Morbid Angel zu Zeiten von Covenant und Blood Ritual beschreiben.

## Diskografie
- 1993: Everlasting Sickness (Demo, Eigenveröffentlichung)
- 1994: Forbidden Spaces (Demo, Eigenveröffentlichung)
- 1995: Reborn… (Album, Pagan Records)
- 1996: Rebel Souls (Album, Last Epitaph Productions)
- 1997: Coronation (EP, Last Episode)
- 1997: And the Forests Dream Eternally / Forbidden Spaces (Split mit Behemoth, Last Episode Records)
- 1998: Promo 1998 (Demo, Eigenveröffentlichung)
- 2000: Resist (Album, Metal Mind Productions (Polen), Cudgel Vertrieb (Deutschland), Realm Records (USA))
- 2003: Resurrection of Azarath (Kompilation, Conquer Records)
- 2003: Demonstration of Evil (Kompilation, Time Before Time Records)